# 井川学
井川　学（いがわ　まなぶ、1949年10月15日-）は、日本の工学者である。専門は分離膜化学。環境化学、分析化学の貢献者。

## 経歴
1949年長崎県生まれ 1973年東京大学工学部工業化学科、1975年東京大学大学院 工学系研究科 合成化学専攻修士課程1978年東京大学大学院 工学系研究科 工業化学専攻博士課程、海水淡水化研究の山邊武郎に師事。1978年 - 1984年神奈川大学 工学部 助手1986年 カリフォルニア工科大学 神奈川大学在外研究員1986年 神奈川大学 工学部 助教授1992年神奈川大学工学部教授

## 研究
- 海水淡水化に用いられる逆浸透膜の研究
- 分離膜化学-分離膜や吸着剤によるアミノ酸やホルムアルデヒドを選択的に透過、放射性物質除去研究
- 酸性霧の自然に与える影響研究

等

## 受賞
- 2007年日本イオン交換学会学会賞
- 2016年日本海水学会学会賞[2]